# چله‌خانه
چله‌خانه یکی از روستاهای استان آذربایجان شرقی است که در دهستان آغمیون بخش مرکزی شهرستان سرآب واقع شده‌است.